# Democratisering

Landen waar de democratie er aanzienlijk op vooruit ging (blauw) en landen met aanzienlijke democratische erosie (rood) (2010-2020). Landen in grijs zijn nagenoeg ongewijzigd.

Democratisering is het vergroten van inspraak en medezeggenschap in een organisatie, meer specifiek in het bestuur van een overheid. Het is het politieke en maatschappelijke proces om van een autoritaire samenleving te komen tot een democratie.
In bredere zin is democratisering een vergroting van het aantal mensen dat toegang heeft tot bepaalde middelen of ideeën, zoals bij de democratisering van kennis of  van de economie, waar deze eerder slechts toegankelijk waren voor een beperkte, maatschappelijke elite.
Het bestuderen van democratisering als maatschappelijk proces speelt een grote rol binnen de politieke wetenschappen. Sinds de sterke opkomst van de democratie in de twintigste eeuw hebben politicologen geprobeerd te verklaren waarom sommige landen wel democratiseerden en andere niet.

## Drie ontwikkelingen
Bij democratisering neemt de wettelijke gelijkheid toe, zal er een parlementair stelsel ontstaan en wordt het actief en passief stemrecht uitgebreid naar andere bevolkingsgroepen. Een grotere gelijkheid ontstond toen individuen niet meer als onderdaan van de vorst werden beschouwd, maar als staatsburger. Het inperken van de macht van de vorst ging veelal gepaard met burgerlijke revoluties, waarna het parlement bevoegdheden van de absolute heerser overnam. In veel landen heeft het parlement formeel de hoogste, wetgevende macht, maar is het niet altijd in staat om de bureaucratische overheid volledig te controleren. Vrijheid van meningsuiting, persvrijheid, vrijheid van vereniging en onafhankelijke rechtspraak werden al door Alexis de Tocqueville gezien als middelen om al te grote staatsmacht te voorkomen. Aanvankelijk was er in parlementaire democratieën sprake van censuskiesrecht, waarbij het stemrecht was voorbehouden aan personen die vermogend genoeg waren om minimaal een bepaald bedrag aan belastingen te betalen. Gaandeweg werd dit uitgebreid tot een algemeen kiesrecht, aanvankelijk beperkt tot mannen, later uitgebreid met het vrouwenkiesrecht.

## De opkomst van de democratie
De eerste democratieën verschenen in eerste helft van de 19e eeuw. In een periode van ongeveer honderd jaar ontstonden vervolgens er 29 democratieën, verspreid over West-Europa en Noord-Amerika. De opkomst van de democratie werd onderbroken door de doorbraak van het fascisme op het Europese continent, maar ging gestaag verder na de overwinning van de geallieerden in de Tweede Wereldoorlog. De democratie won weer aan populariteit in Europa en Japan, en ook enkele recent gedekoloniseerde Latijns-Amerikaanse landen sloten zich aan bij het rijtje. In 1962 bereikte het aantal democratieën een nieuw hoogtepunt, 36. De grote tegenpool van die tijd, het communisme, maakte daarna een inhaalslag en het aantal democratieën daalde. In het midden van de jaren 1970 waren de tekortkomingen van het communisme overduidelijk, en een nieuwe periode van bloei begon voor de democratie. In een tijdsbestek van 30 jaar kwamen er 30 democratieën bij. Deze periode begon met democratisering in Zuid-Europa, gevolgd door een democratische opleving in Latijns-Amerika tijdens de jaren 1980. Na het uiteenvallen van de Sovjet-Unie werd democratie de norm in bijna het gehele Europese continent, terwijl ook in Azië en Afrika democratieën aan een opmars begonnen.
Historici en politicologen hebben deze gestage opkomst van de democratie op verschillende manieren beschreven. In de 19e eeuw was de dominante gedachte, dat alleen de volken van de landen in de westerse wereld de karaktereigenschappen bezaten die nodig waren voor het ontstaan van een democratie. Echter, door de verdere uitbreiding van het aantal democratisch bestuurde landen in de 20e eeuw, werd democratie steeds meer gezien als een universeel, na te streven goed. Er werd beargumenteerd dat modernisering landen vatbaarder zou maken voor de democratie. Dit positieve beeld voor de toekomst van de democratie bereikte een climax na de val van de Sovjet-Unie. In zijn invloedrijke artikel, The End of History, schetste Francis Fukuyama het beeld dat nu het communisme verslagen was, liberalisme de wereldwijd geaccepteerde standaard zou worden. Het einde van de Koude Oorlog betekende 'het einde van de geschiedenis', in die zin dat de mensheid het eindpunt van haar ideologische evolutie had bereikt,  en dat de westerse liberale democratie wereldwijd zou worden gezien als de ultieme bestuursvorm.
Twee jaar na de publicatie van The End of History, kwam Samuel Huntington met een antwoord. Hij beschreef de opkomst van de democratie niet als een onvermijdelijke route naar het einde van de geschiedenis, maar als een historisch proces, gekenmerkt door opeenvolgende 'golven'. Hij wees op periodes van een toename in het aantal democratische landen, gevolgd door een terugval. Hij benoemde drie golven van democratisering. De eerste lange golf was van 1820 tot 1926. Vervolgens was er een tweede korte golf van 1945 tot 1962. Beide werden gevolgd door periodes waarin dictaturen terrein terugwonnen. Op het moment van schrijven bevond Huntington zich volgens eigen zeggen in de derde golf. Achteraf gezien duurde deze van 1974 tot 2005.
Er is nog discussie over de exacte definitie van een democratische golf, en over hoeveel 'golven' er moeten worden onderscheiden. Maar alom wordt democratisering gezien als een in meerdere, opeenvolgende golven verlopend historisch proces. Fukuyama's idee van het einde van de geschiedenis is door de meeste deskundigen verworpen. Dit komt door de stijgende invloed van sterke autoritaire staten zoals China en Rusland, evenals de antiliberale geluiden van populisten in democratieën over de hele wereld.

### Afname aantal democratische regimes na 2005
Freedom House, een niet-gouvernementele organisatie (NGO) die de veranderingen in politieke vrijheid over de gehele wereld bijhoudt, vermeldde in 2019 in haar jaarlijkse rapport dat sinds 2005 de democratie geleidelijk terrein aan het verliezen is. Echter, dit is nog steeds een tijdperk waarin er meer democratieën zijn dan dictaturen, en waarin de meerderheid van de wereldbevolking in een democratie leeft.

## Verschillende theorieën over derde democratische golf
Naarmate democratische bestuursvormen de norm werden, begonnen politieke wetenschappers de transities van een dictatuur naar een democratie in verschillende landen te bestuderen. De prangendste vraag was waarom sommige landen wel deze overgang maakten, terwijl andere landen achterbleven.
Er zijn vier dominante theorieën die trachten deze vraag te beantwoorden. De derde democratische golf wordt door deze theorieën zeer verschillend verklaard. 
- De modernisatie-theorie verklaart de democratische vooruitgang in die periode door de wereldwijde economische ontwikkeling, een versterkte industrialisatie en de verspreiding van onderwijs.[7]

- De overgangstheorie verklaart democratisering vanuit strategische keuzes van de elites. Dit is een onzeker proces, dat vaak gepaard gaat met het nodige geluk.[2]

- De maatschappelijke-krachten-theorie schrijft de derde golf toe  aan sociale mobilisatie, met name in de vorm van protesten van de arbeidersklasse.[2]

- Recentelijk zijn er sociale wetenschappers die democratisering proberen te verklaren vanuit de rationelekeuzetheorie, waarbij democratisering wordt veroorzaakt door concessies van de rijken aan de armen, uit vrees voor escalatie van het sociaal conflict. De rijke elite doet dit echter alleen bij lage economische ongelijkheid. Bij hoge ongelijkheid vreest ze dat democratisering zal leiden tot de gerverdeling of redistributie van welvaart van rijk naar arm.[2]

### Synthese door Jan Teorell
Het meest uitgebreide werk over de oorzaken van de meest recente democratische veranderingen, Determinants of Democratization van Jan Teorell, voegt bovengenoemde theorieën samen in een synthese. Een uitgebreide analyse van de democratische veranderingen tijdens de periode 1972-2006, de derde democratische golf, levert de volgende resultaten op:
- Verschillende factoren hebben een positieve correlatie met een toename in democratie. In landen die in een economische crisis verkeerden, was er een grotere kans op democratisering. Vreedzame demonstraties tegen een regime leidden ook tot versterkte democratisering. Zoals de golf-metafoor al suggereert, was de kans groter dat een autoritair regime omviel wanneer hetzelfde gebeurde in een buurland. Diffusie vergrootte dus ook de kans op democratisering. Verder is ook lidmaatschap in een regionale democratische organisatie positief gecorreleerd aan een toename in democratisering.[2]
- Verschillende soorten dictaturen hadden verschillende kansen om te democratiseren tijdens de derde democratische golf. Een regime met een meerpartijenstelsel had een grotere kans om te democratiseren dan dictaturen met één partij. Bovendien was dit soort regimes ook gevoeliger voor exogene invloeden, zoals een economische crisis, sociale mobilisatie en buitenlandse inmenging. Militaire dictaturen ervoeren ook vaker een toename in democratie dan landen bestuurd door één partij.[2]
- Landen met een grote oppervlakte, en landen waarvan de economie sterk afhankelijk was van olie-export of internationale handel, hadden een significant kleinere kans om te democratiseren tijdens de derde golf.[2]
- De hoeveelheid moslims in de bevolking van een land heeft een negatieve correlatie met versterkte democratisering, en een positieve associatie met de aanwezigheid van een autoritair regime in een samenleving. Een diepere analyse van het achterliggende oorzaken laat dit effect beperkt blijven tot de Arabische wereld. Het zou daarmee een politiek-Arabisch verschijnsel zijn.[2][12]
- Ondanks dat sociale modernisatie niet het effect had dat Lipset voorspelde,[7] heeft het wel een rol gespeeld in de derde democratische golf. Landen waarin industrialisatie, urbanisatie, onderwijs, levensomstandigheden, media en nationaal inkomen beter ontwikkeld waren, hadden een kleinere kans op een autoritaire terugval. Het ontbreken van overheidsinterventie in de economie had hetzelfde effect. Kortom, modernisatie en economische vrijheid voorkwamen afnames in democratie.[2]

Bovengenoemde factoren versterkten of verhinderden de democratisering tijdens de derde democratische golf. Het wiskundig model dat Teorell creëert voorspelt ongeveer 60% van de variatie in democratisering tussen de verschillende landen op de lange termijn. Ondanks dat dus veel drijvende factoren achter democratisering herkend kunnen worden, is het onmogelijk precies te voorspellen welke landen de transitie zullen maken.